# Паллавичини, Джованни
Джованни Батти́ста Паллавичи́ни (итал. Giovanni Battista Pallavicini; 1480, Генуя — 13 августа 1524, Рим) — итальянский католический епископ и кардинал. Племянник Антонио Паллавичини.

## Биография
Джованни Паллавичини родился в 1840 году в городе Генуя, отец — Сиприано Паллавичини, мать — Бьянка Гаттилузи. Окончил Падуанский университет со степенью доктора права. После университета стал деканом кафедральной капитулы в соборе Оренсе.
22 ноября 1507 года избран епископом Кавайона, занимал свой пост до смерти. В 1511 году стал скриптором по переписке рукописей. Участвовал в созыве Пятого Латеранского собора. В 1513 году — аббревиатор. 17 марта 1514 года назначен каноником собора Комо.
В июле 1517 года на консистории назначен священным кардиналом папой Львом X. Прошёл посвящение в кардиналы на соборе Святого Апполинария. Участвовал в папском конклаве 1521 и 1523 годов.
Скончался 13 августа 1524 года в Риме. Похоронен в церкви Санта-Мария-дель-Пополо.